# 스위니 (영화)
《스위니》(영어: The Sweeney)는 2012년 공개된 영국의 액션 영화이다. 닉 러브가 연출했으며 레이 윈스턴, 벤 드루, 데이미언 루이스 그리고 헤일리 앳웰이 출연한다. 음악은 론 밸프가 담당했다.

## 출연

### 주연
- 레이 윈스턴
- 플랜비
- 헤일리 앳웰
- 데미안 루이스

### 조연
- 엘렌 리치
- 스티븐 맥킨토시
- 로니 폭스
- 폴 앤더슨
- 앨런 포드
- 캐롤라인 치케지
- 로니 폭스
- 마이클 와일드만
- 스티브 워딩튼
- 카라 토인턴
- 알랜 코드너
- 닉 네버른
- 에드 스크레인
- 조지 안톤
- 존 워너비

## 기타
- 공동각본: 존 호지
- 공동제작: 캐롤라인 레비
- 미술: 모건 케네디
- 특수효과: 리차드 반 덴 베르그
- 시각효과: 셉 바커
- 분장: 루시 케인
- 의상: 앤드류 콕스
- 배역: 게리 다비
- 섭외: 게리 다비
- 프로덕션매니저: 레베카 가리도